# هرآنکه جانب اهل خدا نگه دارد
غزلی با مطلع «هرآنکه جانب اهل خدا نگه دارد» غزل شمارهٔ ۱۲۲ از دیوانِ حافظ در تصحیحِ محمد قزوینی و قاسم غنی است.

## در اجراها
محمودی خوانساری در برنامهٔ شمارهٔ ۴۶۸ از مجموعهٔ گل‌های رنگارنگ این غزل را در دستگاهِ ماهور اجرا کرده‌است. 
خوانساری همین‌طور این غزل را در برنامهٔ شمارهٔ ۹۸ از مجموعهٔ برگ سبز در آوازِ شوشتری و منصوری اجرا کرده‌است.